# ابن منده
أبو عبد الله مُحمد بن إسحاق بن محمد بن يحيى بن منده العبدي الأصبهاني .، صاحب التصانيف، إمام حافظ، ولد سنة 310 هـ وتوفي سنة 395 هـ، مِمَن حفظ الحديث ونقله وتنقل في جمعه وطلب العلم، روى كثيراً من الأحاديث ويؤخذ عليه روايته لبعض الأحاديث الموضوعة أو المضعفة.

## مكانته
قال الذهبي: الإمام الحافظ الجوال، محدث الإسلام. كان أول سماعه في سنة ثمان عشرة وثلاثمائة، ولا أعلم أحدا كان أوسع رحلة منه ولا أكثر حديثا منه مع الحفظ والثقة، فبلغنا أن عدة شيوخه ألف وسبعمائة شيخ، ولم يعمر كثيرا بل عاش أربعا وثمانين سنة، قال الباطرقاني: حدثنا أبو عبد الله بن منده إمام الأئمة في الحديث، لقَّاه الله رضوانه.
وقال أبو علي الحافظ: بنو منده أعلام الحفاظ في الدنيا قديماً وحديثاً، ألا ترون إلى قريحة أبي عبد الله؟ وقيل: إن أبا نعيم الحافظ ذُكر له ابنُ منده، فقال: كان جبلا من الجبال.
قال الذهبي: فهذا يقوله أبو نعيم الأصبهاني مع الوَحشة الشديدة التي بينه وبينه. وقال أبو نعيم في «تاريخ أصبهان»: ابن منده حافظ من أولاد الحفاظ. قال الذهبي: ولأبي عبد الله كتاب كبير في الإيمان في مجلد، وكتاب في النفس والروح، وكتاب في الرد على اللفظية. وإذا روى الحديث وسكت أجاد، وإذا بوب أو تكلم من عنده انحرف وحرفش؛ بلي ذنبه وذنب أبي نعيم أنهما يرويان الأحاديث الساقطة والموضوعة ولا يهتكانها، فنسأل الله العفو.

## مؤلفاته
1. الإيمان.
2. التوحيد.
3. التاريخ.
4. فتح الباب في الكُنى والألقاب، حقّق قسمًا منه المستشرق السويدي سفين ديدرينغ، فينا، 1927، ونشر كاملًا بتحقيق نظر بن محمد الفاريابي، الرياض: مكتبة الكوثر، 1417 هـ/ 1996 م.
5. معرفة الصحابة.
6. الكنى.
7. جزء من روى هو وولده وولد ولده.